# Драган Николић (привредник)
Драган Николић (Пирот, 22. јул 1926 — Пирот, 15. мај 2012) био је учесник Народноослободилачке борбе, друштвено-политички радник СФР Југославије и СР Србије, један од оснивача и дугогодишњи генерални директор Индустрије одеће „Први мај” Пирот, председник Фудбалског клуба „Раднички” и јунак социјалистичког рада.

## Биографија
Рођен је 1926. године у Пироту. Након завршене основне школе, учио је кројачки занат. Након Априлског рата и окупације Југославије, придружује се Народноослободилачком покрету (НОП). Ступа у партизане и по завршетку рата остаје у служби у Југословенскe армијe (ЈА) до 1950, када је демобилисан.
По демобилисању, прешао је у привреду. Налазио се најпре на позицији директора фабрике у оквиру комбината коже и вуне, а потом је обављао исту дужност у још два предузећа. По задатку Савеза комуниста Југославије (СКЈ), неко време је био директор и Пекарског предузећа, док једну годину проводи на месту председника Скупштине општине Пирот. У мају 1958. учествује у оснивању Индустрије одеће „Први мај” Пирот, на чијем челу ће провести остатак свог радног века. Предмет пословања је било кројење и шивење женских хаљина, мушких и женских одела и рубља, израда капа, постељине, јоргана, душека, униформи, као и прерада старог текстила. У периоду које је долазило, Индустрија одеће „Први мај” Пирот је постало привредни гигант, који је запошљавао 7.000 радника, распоређених у седам фабрика, имао више од 150 продавница широм СФРЈ, али и фабричку библиотеку, дечји вртић, фризерски салон, музеј и здравствену амбуланту. Обављао је и функцију савезног посланика у Савезној скупштини СФРЈ у једном сазиву.
У пензију је отишао 1986. године, али је и након тога остао активан у друштвеном и привредном животу Пирота, те се 1994. године вратио на место првог човека Индустрије одеће „Први мај” Пирот.
Николић је, осим свог привредног ангажмана, био и спортски функционер. Извесно време се налазио у управи Фудбалског клуба „Партизан”, али је након оснивања „Првог маја”, преузео и Фудбалски клуб „Раднички” и његово финансирање. Био је доживотни председник Клуба, а по њему је назван стадион ФК „Раднички”.
Умро је 15. маја 2012. године у Општој болници у Пироту, после тешке болести.
Носилац је бројних друштвених признања и југословенских одликовања, међу којима је Орден јунака социјалистичког рада, којим је одликован 14. априла 1986. године. Први је привредник у СФРЈ коме је уручена Награда АВНОЈ-а.